# Gedehamse
Gedehamse (Vespidae), også kaldet de egentlige hvepse, er en familie af årevingede insekter, der er udbredt over hele verden med omkring 5.000 arter. Mange arter lever solitært, mens andre er sociale og danner kolonier ligesom myrer og honningbier. I Danmark er registreret 40 arter. Den almindelige gedehams (Vespula vulgaris), også blot kaldet hveps, kan være en plage sidst på sommeren. Til forskel fra gedehamse er hvepse i bred forstand en betegnelse for alle insekter i underordenen Apocrita, der hverken er bier eller myrer.
Hvepse kan stikke som forsvar. Stikkebrodden er glat, så hvepsen kan trække den ud efter stikket. Hvepsen kan derfor, i modsætning til honningbien, overleve efter at have stukket. Hvepsens stik anses normalt for at være mere smertefuldt end biens.

## Levevis
De sociale gedehamse bygger deres bo af papir, som de fremstiller af afgnavet træ. Når gedehamsen afgnaver træet med kindbakkerne blandes det med dens spyt og således fremstiller gedehamsen papirmassen til boet. Boet er omtrent kuglerundt med indflyvningshul forneden og består af flere koncentriske skaller. Det er den overlevende dronning, der alene begynder byggeriet om foråret. Hun står også for opfodringen af de første larver, men overlader gradvis arbejdet til arbejderhvepsene efterhånden som antallet stiger.
Gedehamse lever af mange forskellige ting; syltetøj, råddent kød, andre dyr og nektar. Sommeren igennem, hvor de skal fodre deres larver, er de hovedsageligt rovdyr, mens de i sensommeren kan slå sig på søde sager som blommer og syltetøj. Det er på den årstid, de kan være generende ved det udendørs kaffebord. Må ikke forveksles med honningbier, der aldrig ses i den rolle.
Gedehamsene, med undtagelse af dronningen, lever kun i det år de er født. I sensommeren udklækkes unge dronninger, der parrer sig før de finder et skjulested, hvor de går i dvale og overvintrer til næste forår. De øvrige individer i boet går til grunde. I den periode kan de være aggressive.

## Gedehamse som skadedyr
Gedehamse anses oftest som et skadedyr, da mennesket bliver generet af dem, i deres søgen efter mad eller bolig. Gedehamsen er dog en effektiv jæger og holder bestanden af andre skadedyr kraftigt nede eksempelvis kållarver.
Et gammelt husråd mod gedehamse i køkkenet er at placere et krus syltetøj i det åbne vindue. Så holder gedehamsene sig her og går ikke længere ind i køkkenet eller huset.

## Klassifikation
Familien Vespidae deles i flere underfamilier, hvoraf Vespinae, Eumeninae og Polistinae er de største. De sociale gedehamse fra underfamilien Vespinae forstås ofte som de egentlige gedehamse. Af disse gedehamse er der i Danmark fundet 11 arter.
Et udsnit af arterne i familien Vespidae:
- Underfamilie: Vespinae
  - Slægt: Dolichovespula
    - Dolichovespula media (Mellemstor gedehams)
    - Dolichovespula norvegica (Norsk gedehams)
    - Dolichovespula sylvestris (Skovgedehams)

  - Slægt: Vespa
    - Vespa crabro (Stor gedehams)

  - Slægt: Vespula
    - Vespula germanica (Tysk gedehams)
    - Vespula rufa (Rød gedehams)
    - Vespula vulgaris (Almindelig gedehams)
- Underfamilie: Eumeninae
  - Slægt: Eumenes
    - Eumenes pedunculatus (Pottemagerhveps)
    - Eumenes papillarius
- Underfamilie: Polistinae
  - Slægt: Polistes
    - Polistes dominula

## Billeder
- Vespa crabro (stor gedehams)
- En dronning ved boet med æg.

## Eksterne kilder og henvisninger
1. 1 2  allearter.dk Familien Vespidae. Hentet 8. marts 2016.
2. ↑  Svend Michael Nielsen. Vespidae - Gedehamse. De danske arter Arkiveret 5. marts 2016 hos  Wayback Machine
3. ↑  Gedehamse i Salmonsens Konversationsleksikon (2. udgave, 1920), forfattet af dr. phil. C. Wesenberg-Lund (Hillerød)

- Svend Michael Nielsen. Vespidae - Gedehamse. De danske arter Arkiveret 5. marts 2016 hos  Wayback Machine
- Institut for Agroøkologi Arkiveret 23. oktober 2018 hos  Wayback Machine

- Wikimedia Commons har flere filer relateret til Gedehamse